# Alexander Lecaros Aragón
Alexander Lecaros Áragon (San Sebastián, Cuzco, 13 de outubro de 1999) é um futebolista peruano que atua como ponta-direita. Atualmente joga no Carlos A. Mannucci.

## Carreira
Iniciou no Real Garcilaso, clube agora renomeado como Cusco. Estreou no dia 5 de março de 2016, no empate por 2–2 entre Garcilaso e Juan Aurich. Em sua primeira temporada, disputou um total de 23 partidas. Desde então jogou ao menos 15 partidas a cada temporada no clube.

### Botafogo
Foi anunciado como novo reforço do Botafogo no dia 23 de dezembro de 2019, chegando sem custos e assinando um contrato de dois anos. Foi o primeiro estrangeiro contratado para a temporada 2020.
Fez sua estreia pelo Botafogo no dia 28 de junho, contra a Cabofriense, pelo Campeonato Carioca. Ele entrou aos 44 minutos do segundo tempo e deu uma assistência com apenas 3 minutos em campo.

## Títulos
Real Garcilaso
- Primeira Divisão do Peru: 2017